# Strepsigonia robusta
Strepsigonia robusta is een vlinder uit de familie van de eenstaartjes (Drepanidae). De wetenschappelijke naam van de soort is voor het eerst geldig gepubliceerd door Holloway.